# Papoušek karolinský
Papoušek karolinský (Conuropsis carolinensis) je vyhynulý druh papouška náležící do rodu Conuropsis. Popsal jej Carl Linné roku 1758. Papoušek obýval východ Spojených států amerických, kde vytvořil dva poddruhy, jejichž populace oddělovalo Appalačské pohoří. Preferoval lesy u vodních ploch.
Papoušci karolinští byli malými papoušky, měřili okolo 30 cm, rozpětí křídel činilo asi 58 cm. Samci dosahovali mírně větší velikosti než samice. Tělo bylo zelené, bledší na spodní straně těla. Rovněž ocas měl zelené zbarvení. Ohyby křídel a okraje ručních letek byly žluté, stejně tak hlava. Čelo a obličej byly oranžové. Papoušek karolinský žil ve velkých hejnech, jednotliví ptáci posilovali své svazky probíráním peří. Noc trávili hlavně v dutinách stromů. Rychle létali a nepříjemně křičeli. Papoušek karolinský se živil semeny, další rostlinnou potravou či hmyzem, přičemž neváhal zaútočit ani na úrodu zemědělců. Hnízdil během března až dubna, snůška činila dvě až pět vajec.
Papouška karolinského vybíjeli zemědělci, protože jim ničil úrodu. Bylo jich možno najednou zabít velké množství, neboť se vraceli ke svým mrtvým druhům z hejna. Lovili se také pro maso, jejich peří se využívalo coby ozdoba do klobouků a odchytáváni byli i živí jedinci pro chov v zajetí, převážně poté, co se stali vzácnými. Tehdy začali o ptáka stát i ornitologové a usilovali o co největší počet vzorků. Mimo toto pronásledování papouškům ubýval i biotop, lesy Evropané těžili pro dřevo nebo je nahradili plantážemi. Do Ameriky byly dovezené nové choroby a nepůvodní zvířata včetně včel, které mohly ptákům zabírat dutiny stromů. Ještě na začátku 19. století byl tento druh hojný, ale již v 80. letech 19. století se stal kvůli těmto faktorům velmi vzácným. Poslední jedinci ve volné přírodě byli zabiti roku 1904 u jezera Okeechobee na Floridě (i nadále však byla hlášena údajná nebo neověřená pozorování), v zajetí poslední jedinec – Incas – uhynul v únoru roku 1918. Mezinárodní svaz ochrany přírody hodnotí druh jako vyhynulý.

## Taxonomie
Papouška karolinského poprvé objevil Humphrey Gilbert, anglický mořeplavec a kolonizátor Severní Ameriky, již v roce 1583 na území dnešní Floridy. Do Evropy byli první jedinci zasláni až ve třicátých letech 18. století. Vědecký popis prvně učinil až švédský biolog Carl Linné roku 1758. Zvolil vědecké jméno Psittacus carolinensis a popis ptáka zveřejnil ve svém díle Systema naturae, vydání deset, strana 97. Do současného rodu Conuropsis byl papoušek karolinský přeřazen až později, roku 1891, a to Italem Tommasem Salvadorim, který rozdíly mezi těmito papoušky zaznamenal při práci s exempláři v londýnském muzeu.
Papoušek karolinský je řazen do čeledi papouškovití (Psittacidae) a v ní do tribu Arini, který je tvořen převážně americkými papoušky. Náleží do rodu (generis) Conuropsis. Popsány byly dva poddruhy (subspecie), oba během 18. století:
- † C. c. ludoviciana (Gmelin, 1788)
- † C. c. carolinensis (L., 1758); nominátní poddruh.[7]

O příbuznosti s jinými druhy probíhaly diskuse. Na základě anatomických detailů byl papoušek karolinský často považován za příbuzného rodu aratinga (Aratinga), protože se některým druhům arating podobal dlouhým špičatým ocasem a křídly, tvarem zobáku a zbarvením, či papouška mnišího (Myiopsitta monachus), se kterým jej zase spojuje opeřené ozobí. Genetická analýza, která by zařadila tento druh do fylogenetického stromu, byla provedena roku 2012. Výzkumný tým tvořili Jeremy J. Kirchman, Erin E. Schritzinger a Timothy F. Wright. Zkoumány byly druhy z 28 rodů tribu Arini a také několik druhů starosvětských papoušků, z papouška karolinského pak byla DNA sekvenována prvně. Analýza ukázala, že klad papoušků karolinských vystupoval jako sesterský klad vůči aratinze sluneční (Aratinga solstitialis), aratinze zlatohlavé (Aratinga auricapillus) a nandeji černohlavému (Nandayus nenday). Vůči tomuto celému kladu byly postaveny klady tvořené druhy ara kaninda (Ara glaucogularis), ara arakanga (Ara macao), ara šedolící (Primolius couloni), ara rudobřichý (Orthopsittaca manilata) a ara škraboškový (Cyanopsitta spixii). S papouškem mniším naopak papoušek karolinský příbuzný nebyl. Výsledky naopak poukázaly spíše na to, že podobnost těchto dvou druhů byla dána konvergentním vývojem; opeřené ozobí se v tomto případě vyvinulo pravděpodobně u obou druhů jako adaptace na chlad.
V rámci rodu Conuropsis je znám ještě jeden druh, Conuropsis fratercula, jehož na základě pažní kosti popsal Alexander Wetmore. Fosilie tohoto ptáka byly nalezeny v Nebrasce a datovány do doby před asi 20 miliony lety. Jedná se o jediný fosilní záznam papouška ze Severní Ameriky. Conuropsis fratercula dosahoval menší velikosti než papoušek karolinský.

## Výskyt

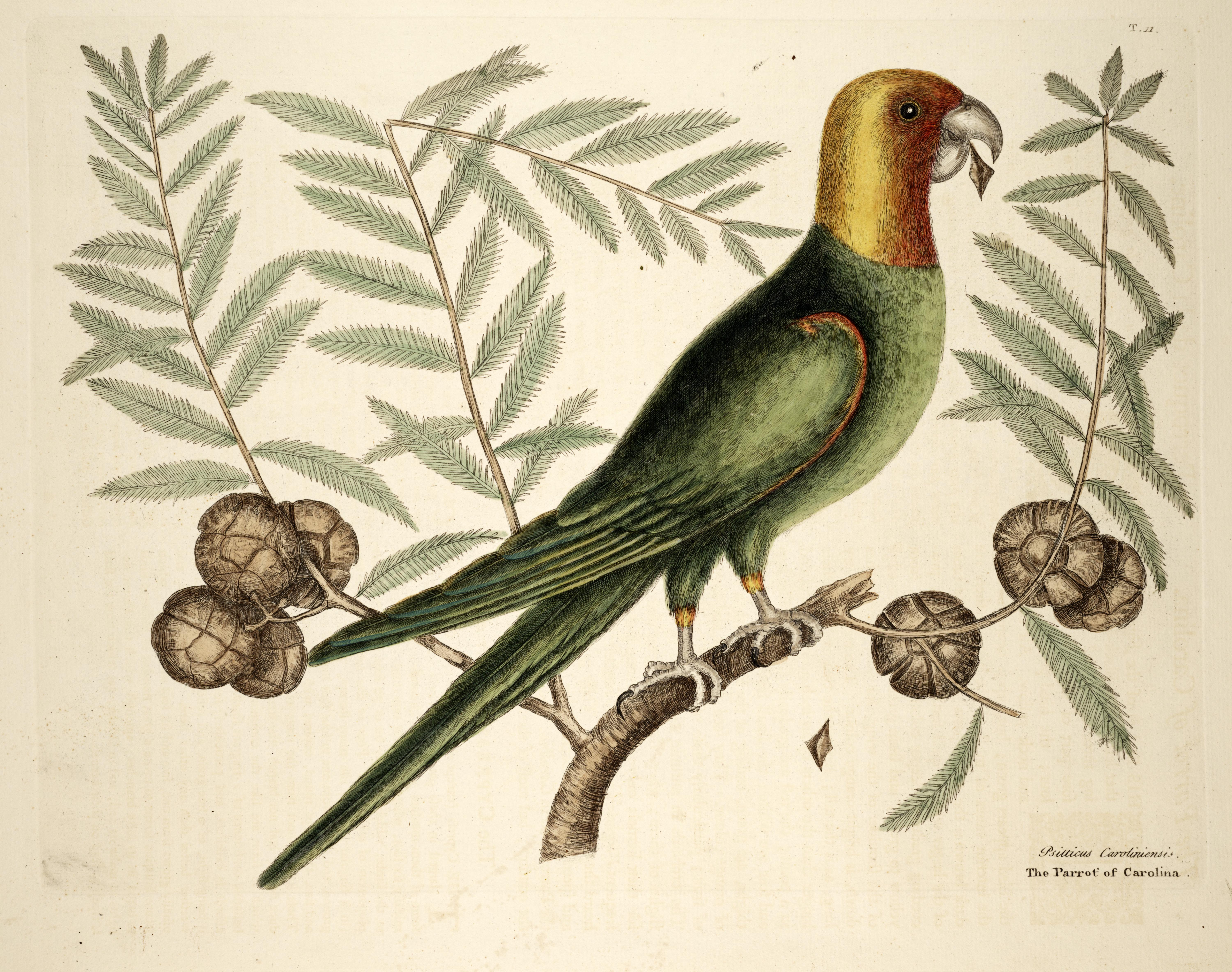
Papoušek karolinský

Papoušek karolinský byl ptákem nearktické oblasti, jeden z mála původních druhů papoušků žijící ve Spojených státech amerických. Endemitně obýval jejich východ, podle tradičního pohledu oblast od Mexického zálivu (Florida) přes Severní Karolínu až vzácně po New York, Pensylvánii, Maryland a další severní státy až ke skupině Velkých jezer na hranicích s Kanadou. Směrem na západ se papoušek mohl objevit až v Texasu, Oklahomě, Kansasu a Nebrasce. Vůbec nejzápadněji byl objeven ve východním Coloradu. Při takovém areálu rozšíření mohl papoušek karolinský při tradičním pohledu obývat areál o rozloze až 2 500 000 kilometrů čtverečních. Roku 2013 nicméně ornitolog Kevin Burgio z Connecticutské univerzity uváděný areál výskytu zpochybnil a ve své studii vydané v roce 2017 silně snížil.
Na základě poddruhů se C. c. ludoviciana vyskytoval od jižního pobřeží až do oblasti řek Mississippi a Missouri a subspecie C. c. carolinensis se vyskytovala na zbytku areálu na východě Spojených států mezi Virginií a Floridou. Geografickou bariéru mezi těmito dvěma poddruhy představovalo Appalačské pohoří.
Papoušek karolinský preferoval převážně lesní porosty tvořené platany nebo cypřiši (Cupressus) v blízkosti vodních ploch, obývat však mohl i jiné biotopy. Prosperoval i v zemědělských oblastech.

## Popis
Papoušci karolinští byli malými papoušky, měřili něco kolem 30 cm, maximální rozpětí křídel činilo 58 cm. Vyvinul se u nich mírný pohlavní dimorfismus. Samičky dosahovaly menší velikosti nežli samci. Samec měl křídlo o velikosti mezi 18 až 20 cm, křídlo samičky bylo trochu kratší, 18 až 19,5 cm. Dlouhý ocas mohl měřit u samců mezi 12 až 16 cm, menším samicím se vyvinul o velikosti mezi 12,5 až 15,5 cm. Zánártí mělo u obou pohlaví stejnou velikost, maximálně 1,9 cm a minimálně 1,6 cm. Zobák dosahoval délky 2,3 až 2,5 cm u samce, samice jej měly opět mírně menší, mezi 2,2 až 2,4 cm. Hmotnost papoušků karolinských činila asi 280 g, jiné zdroje ji však uvedly výrazně nižší, s váhou asi 100 g.
Zbarvení bylo u obou pohlaví shodné, zde se pohlavní dvojtvárnost nevyvinula. Druh byl zbarven hlavně odstíny zelené, oranžové a žluté. Tělo bylo zelené, bledší na spodní straně těla. Rovněž ocas měl zelené zbarvení. Ohyby křídel a okraje ručních letek byly žluté, stejně tak hlava. Toto zbarvení se odrazilo i v jednom původním názvu pro druh z jazyka indiánského kmene Seminolů „puzzi la nee” („žlutá hlava”). Čelo a obličej byly zbarveny oranžově, duhovka hnědavě. Stehna měla směrem ke končetinám žlutou barvu, barva končetin se pohybovala mezi odstíny hnědé a růžové. Nedospělí jedinci se od dospělců odlišovali převážně jednotným zeleným zbarvením bez žlutých znaků na křídlech a stehnech, obličej a horní část hlavy měly oranžovo-hnědavý nádech. Na základě zbarvení bylo možné odlišit i dvě známé populace; západní poddruh byl obecně bledší.

## Chování

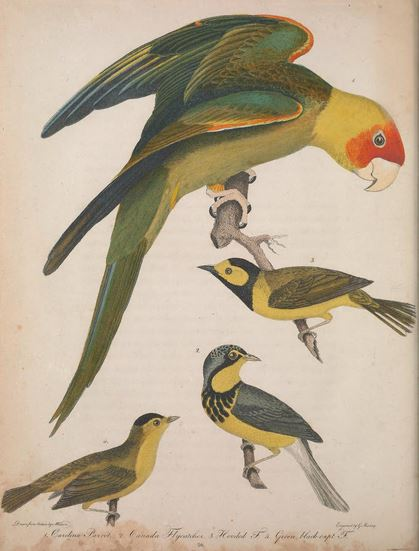
Papoušek karolinský z knihy Alexandera Wilsona

O chování papouška karolinského není známo dostatečné množství informací. Některé informace zanechali vědci, jako Alexander Wilson, John James Audubon a další autoři. Podobně jako rovněž vyhubený holub stěhovavý, i papoušek karolinský žil ve velkých koloniích. Jedno hnízdo mohlo sdílet až třicet ptáků, celkem jich potom v kolonii žilo až tisíc. Poté, co se papoušek stal vzácnějším, bylo možné pozorovat i menší skupinky, páry nebo i jednotlivce. Svazky ve skupině posilovali papoušci vzájemným probíráním peří. Den trávili především klidně ukryti ve stínu listoví, v brzkých ranních hodinách a pozdním odpoledni se pak v menších skupinkách rozlétávali do krmných oblastí.
Papoušek karolinský uměl rychle létat a během letu obvykle nepříjemně křičel; toto volání, znějící jako „kí, kí, kí“, se rozléhalo na velké vzdálenosti. Vokální repertoár byl ovšem bohatší a papoušci mezi sebou komunikovali i pomocí jiných zvukových signálů. Dalšími výkřiky upozorňovali na nebezpečí ze strany predátorů či přivolávali své druhy, pokud byli zraněni. Pokud byl některý papoušek zabit, ostatní členové hejna se k němu vraceli a přelétávali nad ním. Toto chování popsal jak Audubon, tak Wilson, kterému to zabíjení papoušků znechutilo. Mluvit se papoušek karolinský naučit nedokázal.
Během šplhání po stromech si papoušci pomáhali zobákem, naopak na zemi se chovali neobratně, podle Audubona „jako by jim překážel ocas”. Obecně byli krotcí a dali se ochočit. Na noc se papoušci karolinští uchylovali do bezpečí dutých stromů nebo pařezů, přičemž do jedné dutiny se namačkalo i více než dvacet ptáků. Větší množství nocujících jedinců se pravděpodobně vyvinulo jako adaptace na chlad. Během nocování se papoušci přidržovali vnitřní strany dutiny svými zobáky a drápy.
Poddruh C. c. ludoviciana pravděpodobně z chladných oblastí migroval do teplejších míst, poddruh C. c. carolinensis byl stálý. Pochybné jsou teorie o tom, že druh hibernoval. Na chlad byl nicméně alespoň částečně přizpůsobivý, někteří papoušci byli pozorování i při teplotách pod -30 °C.

### Potrava

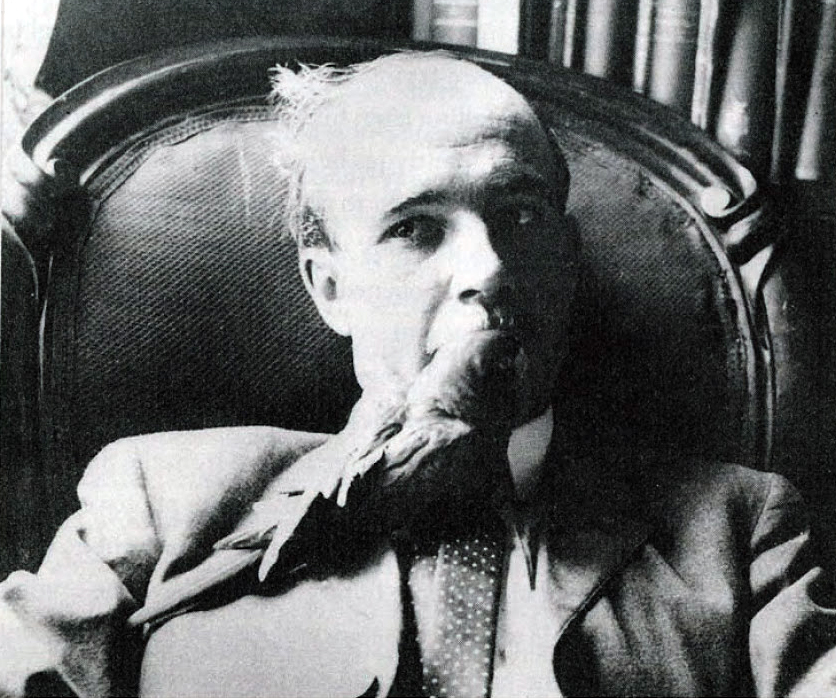
Jedna ze dvou známých fotografií živého papouška karolinského; papoušek se jmenoval Doodles, odchytil jej ornitolog Robert Ridgway roku 1896 a dal jej na starost malakologovi a karcinologovi Paulovi Bartschovi, jenž si ptáka ochočil. Doodles uhynul roku 1914.

Svou potravu papoušci karolinští sháněli na začátku a ke konci dne. Krmili se různými semeny, například z ostrokvětů (Cenchrus), řepní (Xanthium), které byly v tu dobu dle Audubona hojné a podle Wilsona šlo o jejich nejoblíbenější potravu, či borovic pinií (Pinus pinea). Přiživit se mohli i jinými rostlinnými produkty a také hmyzem. Při krmení si potravu přidržovali drápy. Toto chování popisuje Audubon, podle něhož papoušek nejprve na řepeň vyšplhal, utrhnul plod a kloval do něj tak dlouho, dokud nevypadlo semeno. Mimo tuto potravu papoušek karolinský žral i úrodu farmářů, čímž mohl způsobit i velké škody. Audubon k tomu píše:

…Stohy obilí ležící na poli jsou napadány hejny těchto ptáků, kteří je často pokrývají tak, až to vypadá, jako by na nich byl položen překrásný barevný koberec. Obklopí celý stoh, vytahují stébla a zlikvidují dvakrát tolik zrní, než by ukojilo jejich hlad… …ve velkých množstvích létají na naše jabloně a hrušně v sadech; utrhnou ovoce, otevřou jej až k jádrům a zklamáni ještě měkkými semeny mléčné konzistence jablko nebo hrušku upustí na zem, přeskočí na jinou větev a okamžitě odtrhávají další plod, dokud stromy nezůstanou zcela prázdné, jako zaplavená loď po bouři na ještě neklidných vlnách, kterou opustí celá posádka…

Papoušek karolinský mohl být kvůli potravě, kterou konzumoval, pro některé tvory jedovatý. Řepně obsahují toxický glykosid atractylosid (zaznamenaný i v bádelích a dalších rostlinách) a pták mohl tento toxin absorbovat do těla. John James Audubon uvedl, že po sežrání papouška karolínského zemřelo několik koček. Své kočce dal sám sežrat vnitřnosti z několika zastřelených papoušků a ta brzy zmizela. Wilson zase ve své publikaci napsal, že mu jedna žena z města Natchez v Mississippi sdělila, že kočce podala maso z papouška, a ta za kratší dobu zahynula. Poté, co Wilsonovi jeho papoušek uhynul, provedl experiment, při kterém kočce s dvěma koťaty předložil maso a vnitřnosti papouška; žádné z testovaných zvířat však nevykazovalo příznaky otravy. Dotyčný pták však nebyl krmen řepněmi, a tak jedovatý být nemusel, pokus tedy neměl vypovídající hodnotu.

### Rozmnožování
O rozmnožování tohoto druhu existuje málo informací. Nebylo odhaleno, kdy se poprvé rozmnožoval, jak rozmnožování probíhalo (uvažuje se o monogamii), či jaká byla úmrtnost mláďat. Papoušci hnízdili během března a dubna zřejmě v dutinách stromů a snůška činila dvě až pět vajec. Ta měřila asi 2,7×3,5 cm. Některé informace o hnízdění se snažil získat například Wilson, ale od místních lidí obdržel protichůdná vyjádření. Dle některých si papoušek hnízdo vystýlal materiálem; jeden muž mu sdělil, že hnízdo bylo tvořeno malými slepenými větvičkami, dle jiných však nikoli a dutina ničím vystlána nebyla.
Mláďata se vyklubala za 23 dní, v zajetí se o ně starali oba rodiče, ale chov často nedopadl úspěšně. Pohlavní dospělost byla dosažena asi za jeden rok. K predátorům patřili například jestřábi Cooperovi (Accipiter cooperii), hnízda pak mohli vybírat hadi (Serpentes), mývalové (Procyon lotor) či veverkovití (Sciuridae). Papoušek karolinský se uměl bránit pomocí svého zobáku.

## Vyhynutí

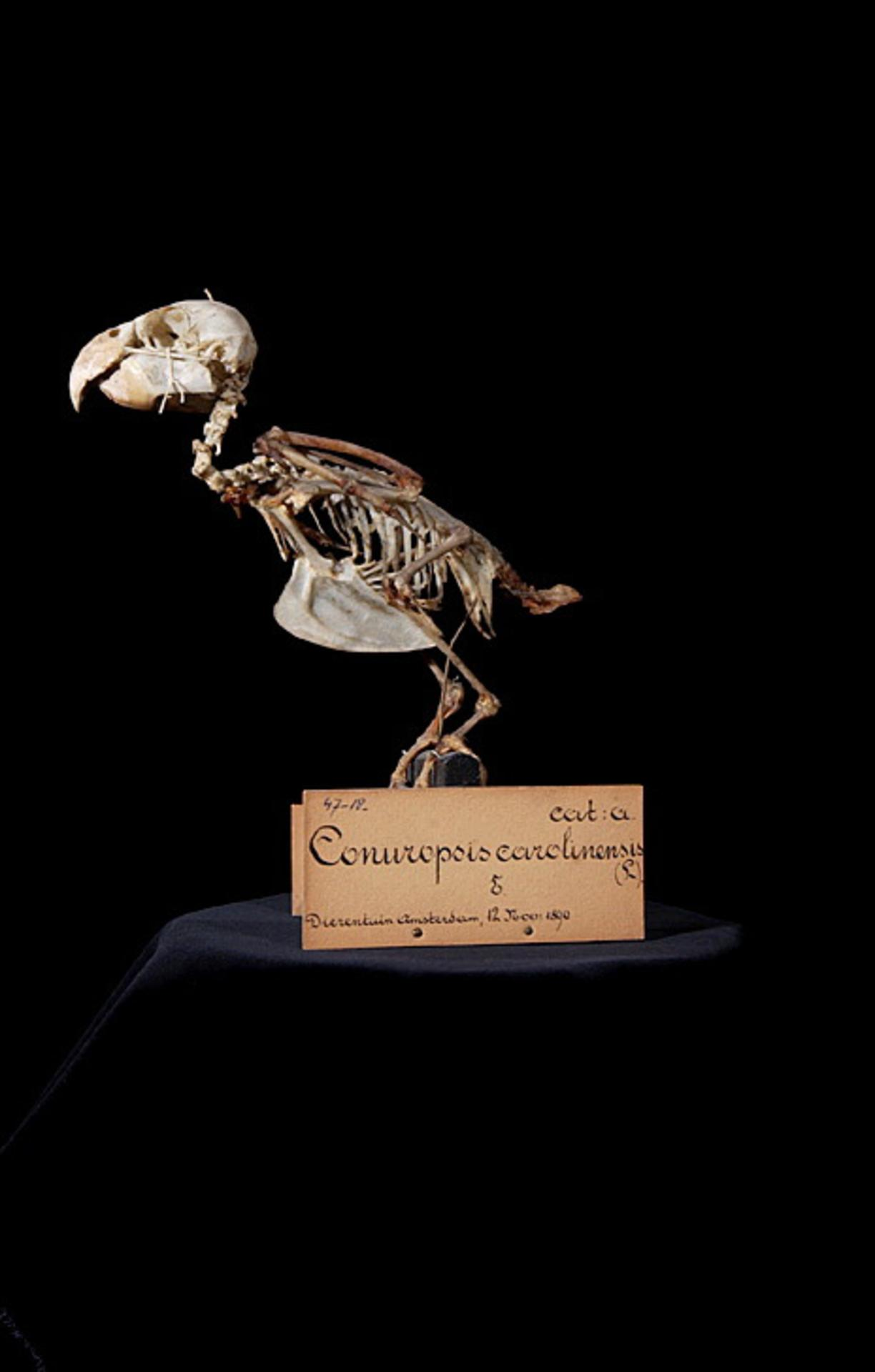
Kostra papouška karolinského

Přesné důvody vyhynutí nejsou známé. Jednalo se zřejmě o kombinaci několika faktorů způsobených vlivem evropské kolonizace. Farmáři papoušky karolinské pronásledovali a hromadně stříleli kvůli ničení úrody, a to ještě nedlouhou dobu před vyhynutím. Přesná čísla takto zabitých ptáků nebyla evidována. Zranitelnými se papoušci stávali v důsledku návratu k mrtvým ptákům z hejna, čímž jich bylo možné zabít velké množství. Obvykle stačilo zastřelit pouze několik ptáků, ostatní se k nim sletěli a zemědělci následně zabili i tyto jedince. Audubon jeden takový lov přikrášleně popsal. Farmáři dle jeho pozorování mohli vybít téměř celé hejno. Ztráty během několika hodin dosahovaly i několika set papoušků. Papoušci karolinští pak byli zabíjení rovněž ze sportu, sloužili také jako zdroj masa a jejich peří se využívalo coby módní doplněk; tvořilo ozdobu klobouků.
Odchyt živých ptáků z volné přírody do zajetí se zvýšil poté, co se stali vzácnějšími. Lovci přes dutinu, kde papoušci spali, hodili sítě, a tak je lapili. Někdy je lovili také na vějičku, přičemž návnadu představoval zmrzačený pták. Tehdejší ornitologové zase stáli o co největší počet vzorků stále vzácnějšího ptáka včetně vajíček. Nebezpečí pro papoušky karolinské však nepředstavoval pouze lov. Evropané začali v jejich areálu výskytu namísto lesů vytvářet plantáže tabáku, rýže či bavlníků. Po roce 1840 bylo mýcení lesů na velkém vzestupu. Lesy byly káceny také pro dřevo. Do roku 1860 zemědělství ustoupilo nejméně 153 000 000 akrů lesa, pro dřevo a jiné důvody došlo k vymýcení dalších 11 000 000 akrů lesa. Dovlečeny též byly nové choroby (je možné, že papoušek karolinský podléhal i neznámé epidemii přenášené drůbeží) a nepůvodní zvířata včetně včel, kterým se v novém prostředí dařilo a papouškům začaly zabírat doupné stromy.
Ještě na začátku 19. století byl papoušek karolinský hojným druhem a jeho populace sahala až k milionům. Kolem 30. let se už ale stal vzácným. John James Audubon v té době zmiňoval, že severně od Cincinnati žilo již jen velmi málo jedinců a dle něj v okolí Mississippi tehdy vymizela během pouhých patnácti let více než polovina původního počtu ptáků. Na počátku 40. let vymizel pták v Ohiu. Během 70. let vyhynul v Tennessee, Mississippi, Alabamě a dalších státech východně od řeky Mississippi (mimo Floridu). Západně od Mississippi byl papoušek karolinský pozorován naposledy v roce 1891, i když je pravděpodobné, že někteří papoušci ještě nějakou dobu přežívali v odlehlých neosídlených oblastech. Během této doby v Německu zdivočelo jedno hejno, ale bylo vystříleno. Zbývající ptáci přežívali až do dalšího století na Floridě, poslední papoušci byli uloveni roku 1904 u jezera Okeechobee. Je možné, že za tak rychlým vymřením stála i rozdrobenost populace, jak ji popisuje Kevin Burgio ve své studii. Na několik izolovaných populací by měly ohrožující faktory větší vliv než na jednu velkou populaci.
Papoušci karolinští byli chováni v zajetí, kde se i rozmnožovali, ovšem úmrtnost byla vysoká a všichni chovaní jedinci postupně uhynuli. Jednotlivé instituce mezi sebou nenavázaly spolupráci v chovném programu. Poslední ptáci v zajetí pocházeli ze zásilky 16 papoušků pro ZOO v Cincinnati, zbývající pták z této zásilky jménem Incas zahynul pravděpodobně ve čtvrtek 21. února 1918. Několik měsíců před tím uhynula předposlední samice Lady Jane. Před jejich smrtí se oba exempláře pokoušela koupit Londýnská zoologická zahrada. Incasovo tělo bylo odesláno do Smithsonova institutu, ale z neznámého důvodu k dopravení zásilky nedošlo.

### Údajná pozorování

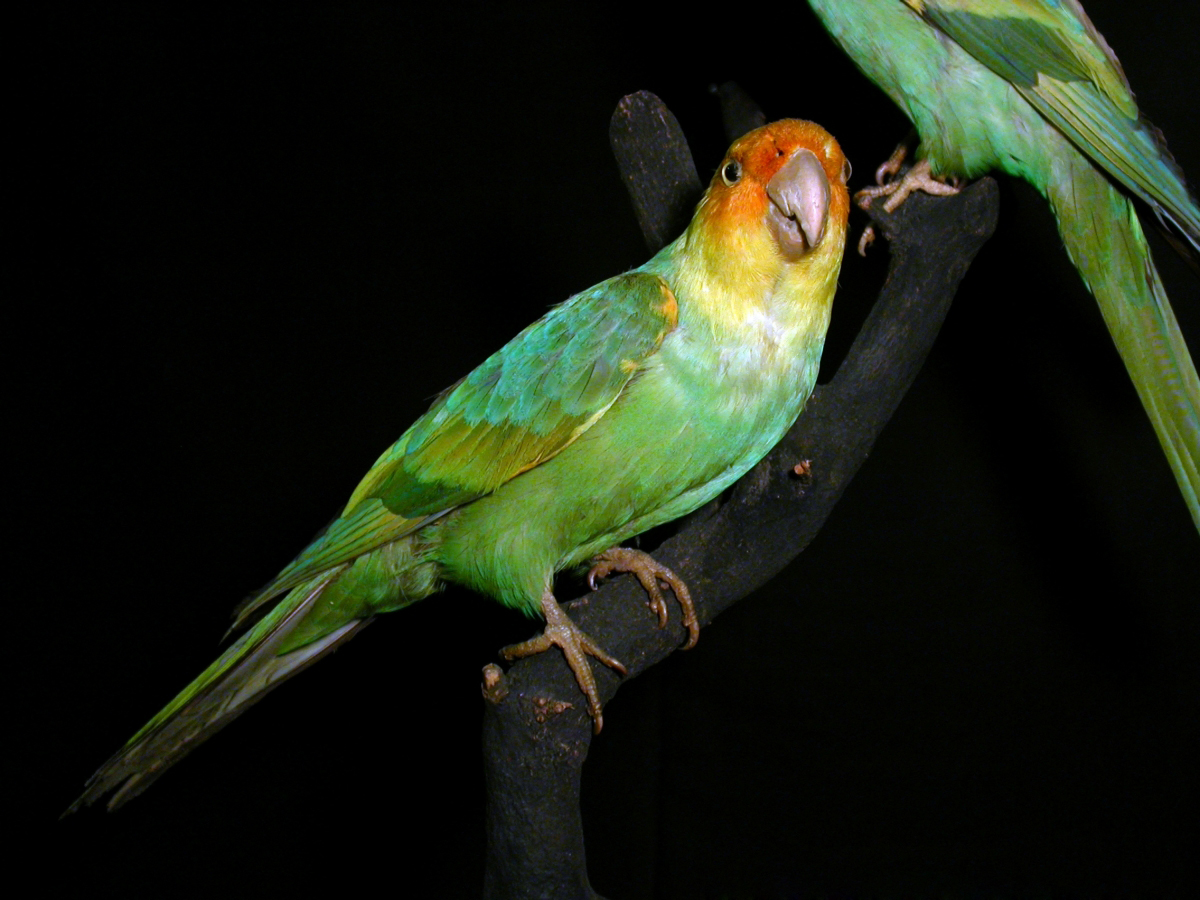
Exemplář v Museum Wiesbaden v Německu

Po ulovení posledních papoušků u jezera Okeechobee se stále objevovaly zprávy s neověřenými, údajnými pozorováními. Sporné zprávy o pozorování poddruhu ludoviciana pocházejí ještě ze začátku 20. století z Missouri a Kansasu. Z Floridy byla podobná pozorování hlášena ještě koncem 30. let. Například Henry Redding upozornil na menší hejno papoušků u Fort Drum Creek v okrese Okeechobee roku 1920, na jaře 1927 sběratel vajec Charles Doe hlásil pozorování tří párů papoušků a získal i několik vajec, dnes umístěných v muzeu floridské univerzity. Jejich pravost by případně mohla být ověřena pomocí biochemických analýz.
Během 30. let 20. století kolovaly zvěsti o výskytu papouška v bažinách okolo řeky Santee River v Jižní Karolíně. Zdejší příběh začal, když se sem roku 1934 vydal pracovník Cornellovy univerzity George Malamphy. Jeho původním cílem byly ornitologické výzkumy zdejší populace krocanů divokých (Meleagris gallopavo), avšak hlásil také několik pozorování papoušků karolinských. To vzbudilo pozornost společnosti National Audubon Society, která si pronajala rozsáhlý kus oblasti a nasadila sem na průběžná pozorování dva významné ornitology, Alexandera Sprunta a Roberta Portera Allena, a dva lesníky, Warrena a Hollieho Shokesovy. V roce 1936 zde skupina založila základní tábor. Ve svých zprávách během několika let muži hovořili o několika možných pozorování papoušků karolinských, avšak řada z těchto pozorování byla založena jenom na nevýrazných siluetách ptáků. V prosinci 1937 se do pátrací akce zapojilo více významných ornitologů, včetně Ludlowa Griscoma. Papoušek však i přes úsilí nebyl nalezen a poté Griscom výskyt papouška zde odmítnul. Poslední možné pozorování v oblasti pochází z června 1938, kdy otec a syn Shokesovi prý zahlédli pár s mládětem. Jestli se zde papoušek karolinský v tuto dobu vyskytoval, zůstalo nezodpovězeno. V oblasti vznikla elektrárna a při stavbě byl zničen zdejší biotop. Sprunt si vždy stál za tím, že pozoroval živé papoušky karolinské, zatímco Allen se později přiklonil k tomu, že namísto papoušků pozoroval hrdličky karolinské (Zenaida macroura). Není nicméně nepravděpodobné, že by poslední zbytky bývalé populace papoušků nemohly přežívat ještě v pozdních 30. letech.
Naopak nevěrohodný se ukazuje být necelou minutu dlouhý barevný filmový záznam, jenž roku 1969 představil na zasedání Americké ornitologické společnosti americký ornitolog Roger Tory Peterson. Film zabíral celkem tři ptáky ukryté ve stromoví a keřích, prý papoušky karolinské, a jednalo se o kopii záznamu, který vlastnil jistý Dee Jay Nelson. Ten film podle vlastních slov získal při koupi kamery Model B Eastman někdy na začátku 50. let 20. století během plavby v bažinách Okefenokee v Georgii. Kameru si kupoval od pronajatého převozníka. Nelson nebyl schopen přesně určit, odkud záběry pocházejí, ani kdo je autorem záznamu. Podle něj záznam nepořídil prodávající, ale předchozí vlastník kamery, jistý Orsen Stemville. Film si Nelson prohlédnul až asi za patnáct let, podle něj byl záznam s papoušky mezi záběry aligátorů a ropuch možná původem z Okefenokee. Po znovuobjevení kopie záznamu v roce 2005 byl film podroben vědecké studii (Noel F. R. Snyder & kol., 2010). Podle vědecké analýzy se ptáci zde vyobrazení nepodobají živým papouškům karolinským a jedná se o podvod. Dva z ptáků nikdy nejsou vidět celí a pohybují se nepřirozeně. Třetí pták je živý, ale od papouška karolinského se odlišuje zbarvením i tvarem hlavy. Je možné, že se v tomto případě jedná o člověkem dobarvený druh papouška, jako je například papoušek bělokřídlý (Brotogeris versicolurus).
Mezinárodní svaz ochrany přírody prohlásil tento druh jako vyhynulý roku 1988. V Úmluvě o mezinárodním obchodu s ohroženými druhy volně žijících živočichů a rostlin není zařazen.

## Muzejní kusy
V muzeích je uloženo 16 koster a přes 720 kožek papouška karolinského. Existuje i několik vzorků vajec, minimálně dvacet. Národní muzeum v Praze vlastní jeden vycpaný vzorek P6V-004387 nejasného pohlaví, které muzeum odkoupilo společně s jinými papoušky a kolibříky roku 1920. V záznamech muzea není uvedeno od koho papoušky a kolibříky koupilo a nejsou známy ani informace ohledně papouškova odchycení, ani místo, ani čas.